# 莫诺纳湖
莫诺纳湖（英文：Lake Monona）是威斯康星州戴恩县的一个淡水湖，三面被威斯康星州麦迪逊市包围，东南面被威斯康星州莫诺纳市包围。它是该地区的四个湖链中第二大湖。 “莫诺纳”这个名字被认为是“美丽”的意思，尽管该湖最初被Ho-Chunk印第安人命名为“Tchee-ho-bo-kee-xa-te-la'”或“Teepee湖”。

## 地理

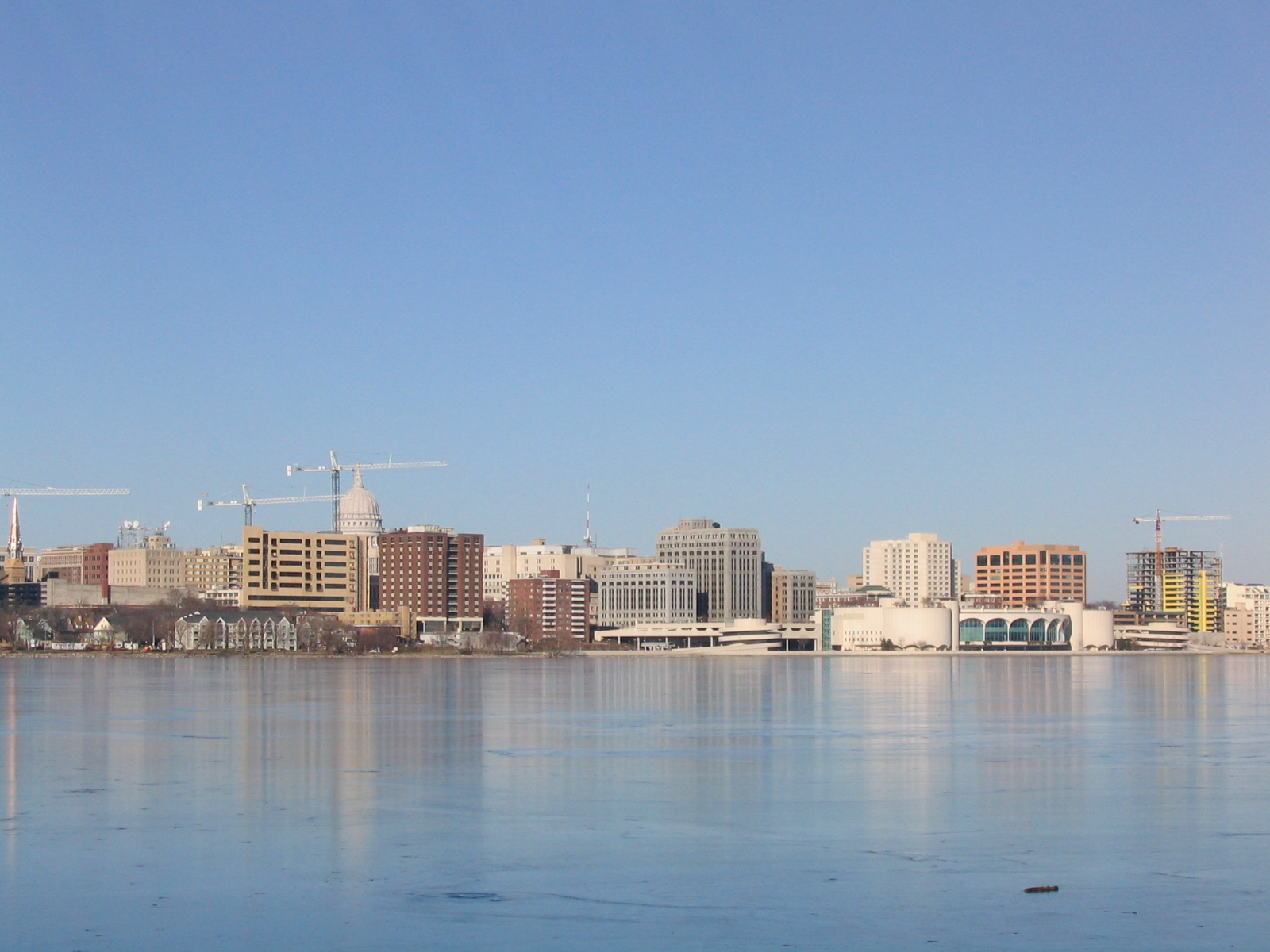
莫诺纳湖

莫诺纳湖位于43°4′9″N 89°21′34″W / 43.06917°N 89.35944°W。其面积为3274英亩（13.2平方公里），平均深度为27英尺（8.3米），最大深度为74英尺（22.6米）。其体积约为280亿美国加仑（110,000,000立方米），有13英里（21公里）的海岸线，其中约40%为公共所有。湖的海拔是845英尺，由门多塔湖的亚哈拉河口（英文：Yahara River）的水闸调节。莫诺纳由三条支流供给：亚哈拉河（来自门多塔湖）、斯塔克韦瑟溪（英文：Starkweather Creek）和温格拉溪（英文：Wingra Creek）。莫诺纳湖每年通常有107天的冰冻期。

## 生态
莫诺纳湖存有许多种鱼类，是一个受欢迎的钓鱼地点。鱼种包括：蓝鳃鱼、湖鲟鱼、大口黑鲈、小口黑鲈、北美狗鱼、白斑狗鱼和玻璃梭鲈。